# Grenaa
Grenaa o Grenå è una città danese situata nella regione dello Jutland Centrale. La città è il capoluogo del Comune di Norddjurs.
Grenaa è il centro abitato principale della regione del Djursland, si trova circa 52 km a nordest di Aarhus.

## Geografia
Il centro abitato si sviluppa su un terreno pianeggiante lungo l'estuario del fiume Grenden, il centro storico si trova sulla riva settentrionale del fiume. Anche il porto è collocato a nord dell'estuario.

## Monumenti e luoghi di interesse
Il centro storico è collocato circa 3 km a ovest della costa, di origine medievale è tuttora ben conservato, le strade principali convergono nella piazza centrale dove si trova la chiesa.